# 302 (tal)
302 är det naturliga talet som följer 301 och som följs av 303.

## Inom vetenskapen
- 302 Clarissa, en asteroid.

## Inom matematiken
- 302 är ett jämnt tal
- 302 är ett sammansatt tal
- 302 är ett defekt tal